# Silke Launert

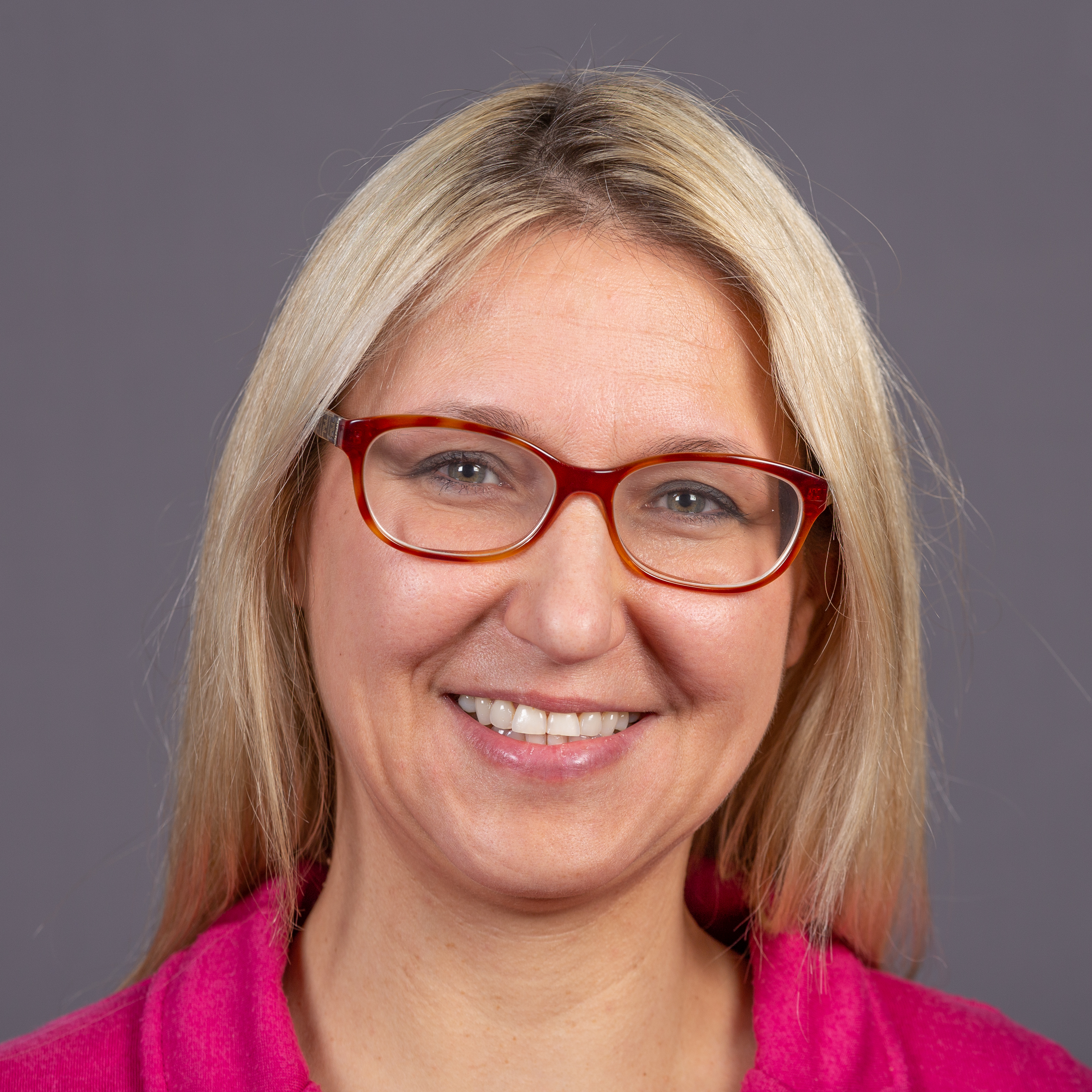
Silke Launert (2020)

Silke Launert (* 27. Dezember 1976 in Stadtsteinach) ist eine deutsche Politikerin (CSU). Sie ist seit 2013 Mitglied des Deutschen Bundestages und seit 2025 Parlamentarische Staatssekretärin bei der Bundesministerin für Forschung, Technologie und Raumfahrt.

## Leben, Beruf und Familie
Die Tochter eines Landmaschinenmechanikers wuchs mit zwei Schwestern in Untersteinach im Landkreis Kulmbach auf. Sie besuchte das Caspar-Vischer-Gymnasium in der Kreisstadt Kulmbach und machte 1996 das Abitur. Anschließend studierte sie von 1996 bis 2001 Rechtswissenschaften an der Universität Bayreuth und schloss 2001 mit dem ersten Staatsexamen ab. Von 2001 bis 2002 war sie an der Universität Bayreuth als wissenschaftliche Mitarbeiterin bei Wilhelm Mößle   tätig und absolvierte daneben an der Universität eine Zusatzausbildung zur Wirtschaftsjuristin, die sie 2002 abschloss. Es folgte von 2002 bis 2004 das Rechtsreferendariat am Landgericht Bayreuth; 2004 legte sie das zweite juristische Staatsexamen ab.
Ihre berufliche Tätigkeit als Juristin begann Launert 2005 als Richterin am Amtsgericht Hof. Von 2005 bis 2007 war sie als Richterin am Landgericht Hof tätig. 2007 wechselte sie zur Staatsanwaltschaft Hof, bei der sie bis 2009 als Staatsanwältin arbeitete. Von 2009 bis 2011 nahm sie Elternzeit in Anspruch. Im Jahr 2011 kehrte sie ins Berufsleben zurück und war bis 2016 wieder als Richterin am Landgericht Hof tätig. 2013 promovierte sie in Bayreuth mit einer Arbeit über das Unterhaltsrecht.
Silke Launert ist evangelisch und lebt mit ihren zwei Kindern vom Ehemann getrennt in Bayreuth.

## Politik, Positionen und Kritik
Launert zog bei der Bundestagswahl 2013 über Platz 32 der CSU-Landesliste in den Deutschen Bundestag ein. Sie war ordentliches Mitglied im Ausschuss für Recht und Verbraucherschutz sowie im Ausschuss für Familie, Senioren, Frauen und Jugend. Im letzteren ist sie Obfrau. Zudem war Launert stellvertretendes Mitglied in der Kommission zur Wahrnehmung der Belange der Kinder, im Ausschuss für Recht und Verbraucherschutz, im Ausschuss für Inneres und Heimat, im Haushaltsausschuss, sowie im Unterausschuss Bürgerschaftliches Engagement. Außerdem ist sie in der CDU/CSU-Bundestagsfraktion in folgenden Fraktionsgremien vertreten: Mitglied in der Arbeitsgruppe der Vertriebenen, Aussiedler und deutscher Minderheiten, Vorstandsmitglied des Parlamentskreises Mittelstand der Fraktion und stellvertretende Vorsitzende der Gruppe der Frauen der CDU/CSU.
Laut Medienberichten kam die CSU-Landesliste für die Bundestagswahl 2013 – mit für Launert und andere Frauen günstigeren Listenplätzen – erst zustande, nachdem die ursprünglich vom Parteivorstand geplante Listenversion, die einen geringeren Frauenanteil auf den vorderen, aussichtsreicheren Plätzen enthielt, anonym der Presse zugespielt worden war.
Von 2014 bis 2016 war Silke Launert Mitglied des Hofer Stadtrats. 2013 übernahm sie den Vorsitz der Frauen-Union Oberfranken. Bei der Bundestagswahl im September 2017 errang sie das Direktmandat im Wahlkreis 237 Bayreuth. 2019 übernahm sie den Kreisvorsitz der CSU Bayreuth-Stadt von Michael Hohl und wurde bei der Kommunalwahl am 15. März 2020 in den Bayreuther Stadtrat gewählt.
Bei der Bundestagswahl 2021 konnte sie mit 42,4 Prozent der Erststimmen ihr Direktmandat verteidigen. in der 20. Wahlperiode ist sie ordentliches Mitglied im Ausschuss für Inneres und Heimat sowie im Haushalts- und Rechnungsprüfungsausschuss. Darüber hinaus ist sie Vorsitzende des Unterausschusses zu Fragen der Europäischen Union.
Bei der Bundestagswahl 2025 am 23. Februar holte sie mit 44,5 Prozent die meisten Erststimmen im Bundestagswahlkreis Bayreuth. Sie zog damit in den 21. Deutschen Bundestag ein.
Im Zuge der Bildung des Kabinetts Merz wurde sie am 6. Mai 2025 zur Parlamentarischen Staatssekretärin bei der Bundesministerin für Forschung, Technologie und Raumfahrt Dorothee Bär (CSU) ernannt.

### Griechische Staatsschuldenkrise
Silke Launert stimmte im Juli 2015 im Bundestag gegen weitere Verhandlungen mit Griechenland um ein drittes Rettungspaket. Sie war die einzige CSU-Bundestagsabgeordnete ohne Direktmandat, die gegen die Verhandlungen stimmte. Bereits im Februar 2015 stimmte sie gegen eine Fortführung der Finanzhilfen für Griechenland und gehörte damit zu den zehn „Abweichlern in der CSU“:

„Als Parlamentarierin bin ich meinen Wählern gegenüber verantwortlich und die haben kein Verständnis dafür, wenn wir so weiter machen wie bisher. Wir müssen der links- bis rechtsextremen Regierung in Griechenland jetzt ein Stoppzeichen setzen, dass es mit unseren Hilfen nicht einfach so weitergehen kann.“

### Rentenbeitragserhöhung für Kinderlose
Sie fordert, dass kinderlose Arbeitnehmer künftig einen höheren Rentenbeitrag zahlen sollen als Beschäftigte mit Kindern, und sagte dazu unter anderem: „[Eltern] haben im Interesse ihrer Kinder oft auf Vieles verzichtet. Nur durch ihre Erziehungs- und Unterhaltsleistung kann der Generationenvertrag funktionieren. Es geht nicht darum Kinderlose abzustrafen, sondern darum, Gerechtigkeit in die Rentenkasse zu bringen, indem jeder seinen angemessenen Beitrag leistet. Das sieht im Übrigen auch das Bundesverfassungsgericht so.“

„Ich finde es gerecht, wenn Eltern, die die Beitragszahler von morgen großziehen, einen niedrigeren Rentenbeitrag leisten als Kinderlose.“

### Betreuungsgeld
Launert stand dem Betreuungsgeld für Kleinkinder zunächst kritisch gegenüber, da sie annahm, „[…] man schiebt uns wieder in diese Ecke: an den Herd“. Inzwischen gehört sie zu den Befürwortern. Das Betreuungsgeld wird ihrer Meinung nach gut angenommen und sei deshalb ein Erfolg. Sie fände es darüber hinaus ungerecht, wenn Eltern, die ihre Kinder zu Hause betreuen, kein Geld bekämen. Für Kinderbetreuungsplätze würde der Staat 1.000 € im Monat aufwenden. Zur Verfassungsklage gegen das Gesetz äußerte sie sich während des Klagverfahrens optimistisch; sie sei überzeugt, dass das Betreuungsgeld nicht gegen den Gleichheitsgrundsatz verstoße.
Indes urteilte das Bundesverfassungsgericht im Juli 2015, dass das Betreuungsgeld gegen das Grundgesetz verstößt, da nicht der Bund, sondern die Bundesländer für ein Betreuungsgeld zuständig seien.

### Wandel von Ehe und Familie
Launert stellte Ende 2015 auf einer Fachtagung der Hanns-Seidel-Stiftung „mit Blick auf Ehe und Familie eine fundamentale Veränderung in der deutschen Gesellschaft“ fest und attestierte dem Bundesverfassungsgericht, „es habe mit seinen diversen Urteilen zu Ehe und Familie die Gesellschaft verändert“. Aufsehen erregte sie dabei mit einer Aussage zur Familienform, bei der sie nach eigenen Angaben die Mutter einer Mitarbeiterin zitierte: „Früher sagte man asozial, heute heißt das Patchwork. Die Frau von heute ist unabhängig." “

### Sexuelle Übergriffe in der Silvesternacht 2015/16

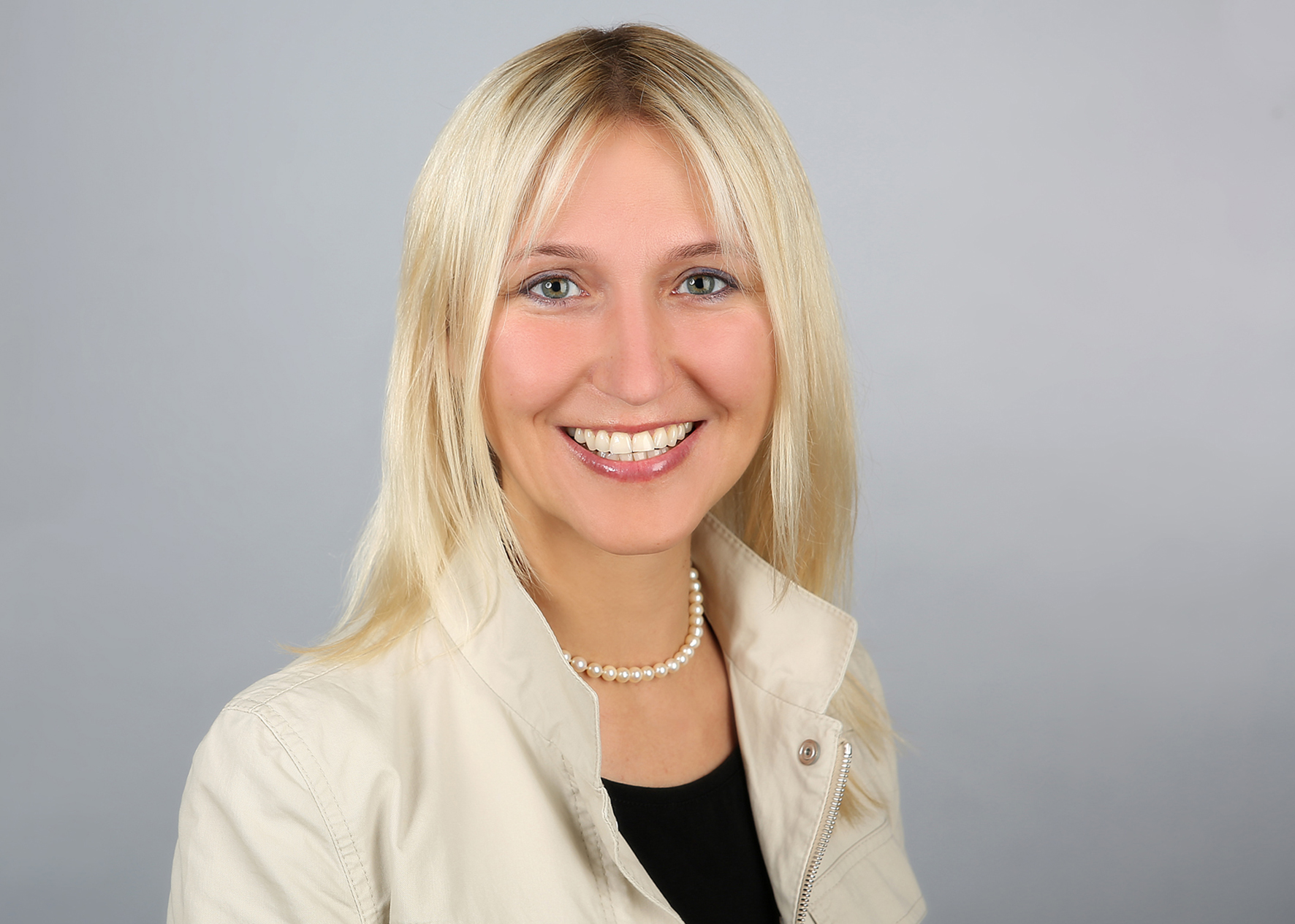
Silke Launert (2013)

Sie bezeichnete nach den sexuellen Übergriffen in der Silvesternacht 2015/16 die Täter als „Menschen aus einem Kulturkreis, in dem Gleichberechtigung nicht gilt“. Eine Änderung der Grundeinstellung der Täter durch einen Grenzübertritt nach Deutschland sei nicht zu erwarten. Die Flüchtlinge müssten anders verteilt und die Rechte der Frauen in anderen Kulturkreisen gestärkt werden.

„Ich zahle lieber ein paar Milliarden für die Flüchtlingscamps, anstatt alle Probleme im eigenen Land zu haben.“

### Globaler Pakt für eine sichere, geordnete und reguläre Migration
Bei einer Sitzung der Unionsfraktion Anfang November 2018 verlangte Launert während der Diskussion über den UN-Migrationspakt eine geheime Abstimmung der Unionsfraktion über den Pakt. Als die Fraktionsabstimmung abgelehnt wurde, verließ sie den Sitzungssaal mit den Worten: „Wundert euch nicht, wenn hier in drei Jahren nur noch 100 Leute sitzen“.
Im Podcast-Interview mit Gabor Steingart erklärte Launert ihre Reaktion. Sie sei „enttäuscht“ darüber, dass die Unionsmitglieder in den vergangenen drei Jahren „nie“ über „diese Haltung“ zur Migrationsfrage abstimmen konnten. Durch ihre Tätigkeit als Staatsanwältin blicke sie „nicht naiv“ auf den UN-Pakt. „Ich sehe Gefahren, die wir in der Praxis auch erlebt haben“, sagte Launert. Die Risiken von Zuwanderung würden in dem Dokument „überhaupt nicht erwähnt“.

## Politische Ämter
- Mitglied des Deutschen Bundestages (seit 2013)
- Mitglied im Parteivorstand der CSU (seit 2013)
- Mitglied im Stadtrat Bayreuth (seit 2020)
- Kreisvorsitzende der CSU in der Stadt Bayreuth (seit 2019)
- Stellvertretende Landesvorsitzende der Frauen-Union Bayern (seit 2019)
- Bezirksvorsitzende der Frauen-Union Oberfranken (seit 2013)
- Leiterin der Projektgruppe Familie und Unterhaltsrecht des Landesverbandes der Frauen-Union Bayern
- Mitglied im Bezirksvorstand der CSU Oberfranken

## Mitgliedschaften
- Kammer für Migration und Integration der Evangelischen Kirche in Deutschland (EKD)
- Bezirksvorsitzende der Frauen-Union Oberfranken seit 2013
- Stellvertretende Landesvorsitzende der Frauen-Union Bayern seit 2019
- Förderverein Lebens- & Wirtschaftsraum Fichtelgebirge e. V.
- Freiwillige Feuerwehr Creußen
- Bayerischer Richterverein e. V.
- Kinderschutzbund Bayreuth e. V.
- Kulturkreis Hof e. V.
- Kolpingfamilie Bayreuth e. V.
- Förderer junger Künstler Bayreuth e. V.
- Verband Wohneigentum e. V.
- Deutsche Parlamentarische Gesellschaft e. V.
- Stellvertretende Vorsitzende des Fördervereins Chorakademie Kloster Weißenohe e. V.

## Publikationen
- Silke Launert: Der Rang von Unterhaltsansprüchen im Unterhaltsrechtsänderungsgesetz 2007 (= Schriften zur Rechtswissenschaft, Band 184). Wissenschaftlicher Verlag Berlin, Berlin 2015, ISBN 978-3-86573-865-3 (zugleich Dissertation, Universität Bayreuth 2013).